# Piasocznaja Buda
Piasocznaja Buda (biał. Пясочная Буда; ros. Песочная Буда, pol. hist. Piesoczna Buda) – wieś na Białorusi, w obwodzie homelskim, w rejonie homelskim, w sielsowiecie Hrabauka.
W XIX i w początkach XX w. położona była w Rosji, w guberni mohylewskiej, w powiecie homelskim. Następnie w granicach Związku Sowieckiego. Od 1991 w niepodległej Białorusi.